# Nollywood

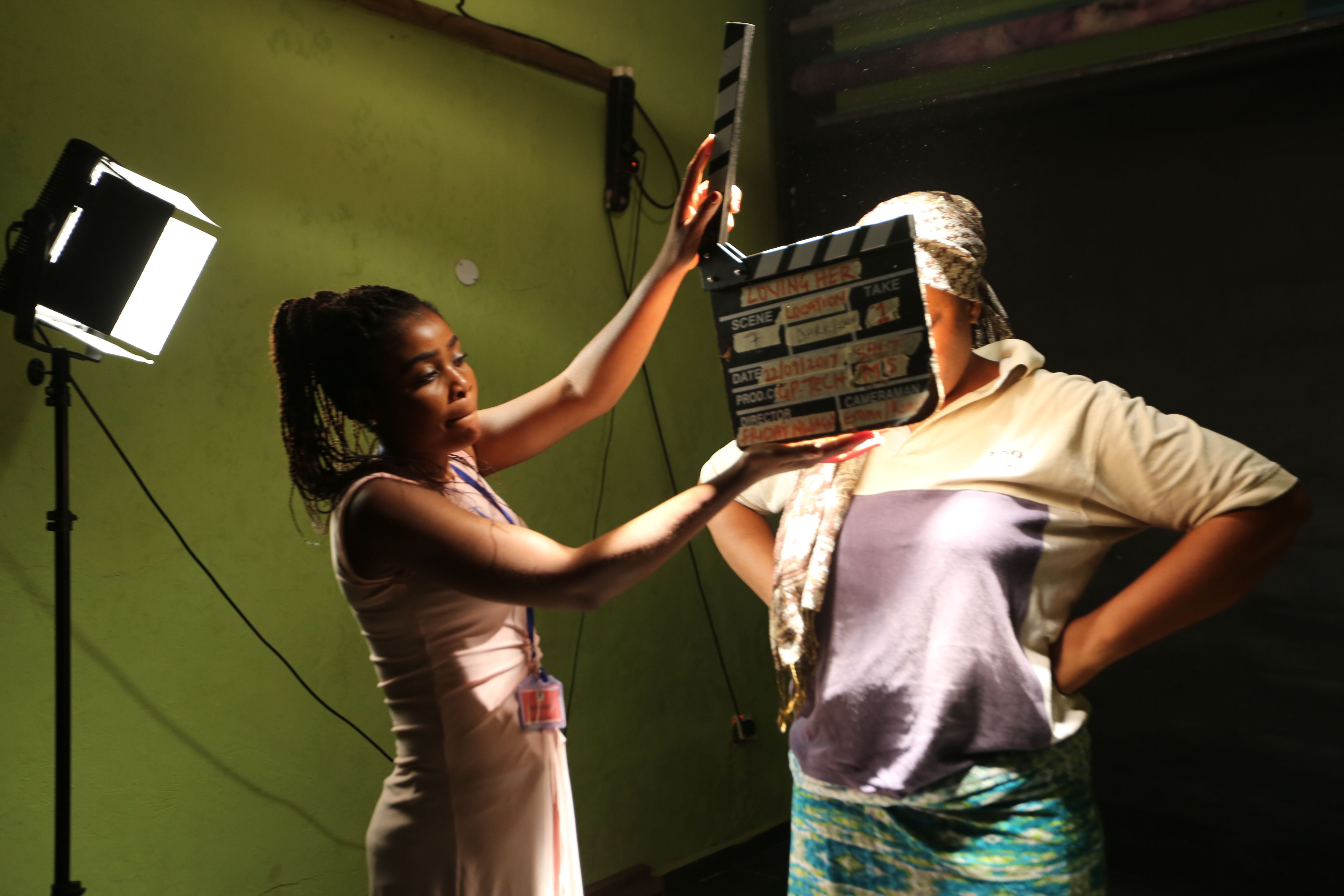
Set cinematografico a Lagos, Nigeria

Col termine Nollywood (fusione di Nigeria e Hollywood) si intende l'industria cinematografica nigeriana. È la terza al mondo per giro d'affari, dopo Hollywood e Bollywood.
Si tratta di una produzione straordinaria tanto nei contenuti quanto nei numeri. D'altra parte in Nigeria, dove si producono opere cinematografiche sin dai primi anni '60, la tradizione teatrale e performativa in genere si distingue nel panorama dell'Africa occidentale e inoltre il recente avvento del digitale ha portato a una crescita considerevole.
Secondo la CNN, Nollywood già nel 2004 aveva un giro d'affari di 250 milioni di dollari, distribuendo circa 200 home video ogni mese. Uno studio condotto nel 2009 dall'Istituto di Statistica dell'UNESCO ha rivelato che nel 2006 la produzione di film in Nigeria aveva sorpassato quella statunitense, collocandosi al secondo posto dopo l'India per numero di produzioni cinematografiche mondiali.

## Storia del cinema in Nigeria
I primi film nigeriani furono realizzati da filmmaker come Ola Balogun e Hubert Ogunde all'inizio degli anni '60 ma quest'attività risultava ancora troppo costosa e complessa. Tuttavia, le trasmissioni televisive in Nigeria incominciarono nello stesso periodo ed ebbero molto sostegno dal governo soprattutto nei primi anni.
A partire dalla seconda metà degli anni '80 ogni stato aveva la propria emittente televisiva locale. La legge limitava le trasmissioni straniere e fu così che i produttori di Lagos iniziarono a produrre trasmissioni televisive i cui contenuti proponevano dinamiche e forme stilistiche appartenenti al patrimonio teatrale e performativo; spettacoli di teatro popolare prodotti, ripresi e trasmessi dalle TV locali sono diffusi in moltissimi paesi dell'Africa subsahariana.
Molte di queste produzioni furono trasmesse in circuito anche attraverso dei video amatoriali, dando vita a una sorta di produzione filmica parallela in piccolo.
Il successo di botteghino del film Living in Bondage del 1992 prodotto da NEK Video Links per la regia di Chris Obi-Rapu, prodotto da Kenneth Nnebue a Onitsha, nella regione orientale della Nigeria, può essere considerato il primo passo del percorso che ha portato all'affermazione di Nollywood.
Alla fine degli anni ottanta una schiera di piccoli impresari ha investito nel supporto VHS. E realistico pensare che alcuni venditori abbiano inserito filmati amatoriali sui nastri per differenziare la propria merce dalla concorrenza. Sembrerebbe che Kenneth Nnebue avesse deciso di registrare uno stock di videocassette importate da Taiwan allo scopo di venderle più facilmente. L'enorme successo di questo film ha fatto in modo che venisse data la possibilità anche ad altri registi di realizzare opere per il piccolo e per il grande schermo.
Benché la rete di distribuzione sembrasse limitarsi alle maggiori città e ad alcuni gruppi piuttosto che altri, in realtà le trasmissioni televisive raggiungono qualunque località nigeriana. Nollywood è una realtà che è esplosa nell'ambito di un boom economico e si sta affermando sempre di più in Africa come nel resto del mondo. L'uso della lingua inglese piuttosto che delle lingue locali è funzionale a questa espansione per certi aspetti aggressiva dell'industria nigeriana, supportata da immagini, video e pubblicità di vario genere che giocano un ruolo fondamentale per il successo di Nollywood.
Dall'inizio degli anni '90 sono stati realizzati migliaia di film per il cinema e per la televisione.
Uno dei primi a raggiungere fama e riconoscimenti anche all'estero è Osuofia in London, del 2003, con Nkem Owoh, noto attore comico. Tra gli autori più prolifici, si segnala Chico Ejiro, che ha diretto più di 80 film in 8 anni e che, a suo dire, sarebbe in grado di realizzarne uno in soli 3 giorni.
Il fratello di Ejiro, Zeb, è il regista nigeriano di videoclip più famoso all'estero.

## Produzione
I primi film nollywoodiani sono stati realizzati con il tradizionale metodo analogico, successivamente tutte le produzioni sono in digitale.
La maggior parte dei film non vengono girati in studio e moltissimi video vengono realizzati in alberghi, case private, uffici in tutta la Nigeria.
Le location più frequenti si trovano nelle città di Lagos, Enugu e Abuja. Tuttavia, è possibile distinguere alcune produzioni realizzate in luoghi specifici e caratterizzate da elementi locali o regionali: i film girati nella regione settentrionale del paese sono spesso in lingua hausa, nella regione occidentale prevale la lingua yoruba mentre la lingua edo è presente nei video realizzati nell'area di Benin City così come la lingua Igbo caratterizza le produzioni nella regione meridionale.
Molti dei grandi produttori cinematografici di Nollywood hanno i loro uffici a Surulere, Lagos.
I registi nigeriani adottano le nuove tecnologie molto velocemente, non appena esse risultino disponibili. Le fasi di lavoro della post-produzione (montaggio, colonna sonora, editing) sono realizzate interamente al computer.

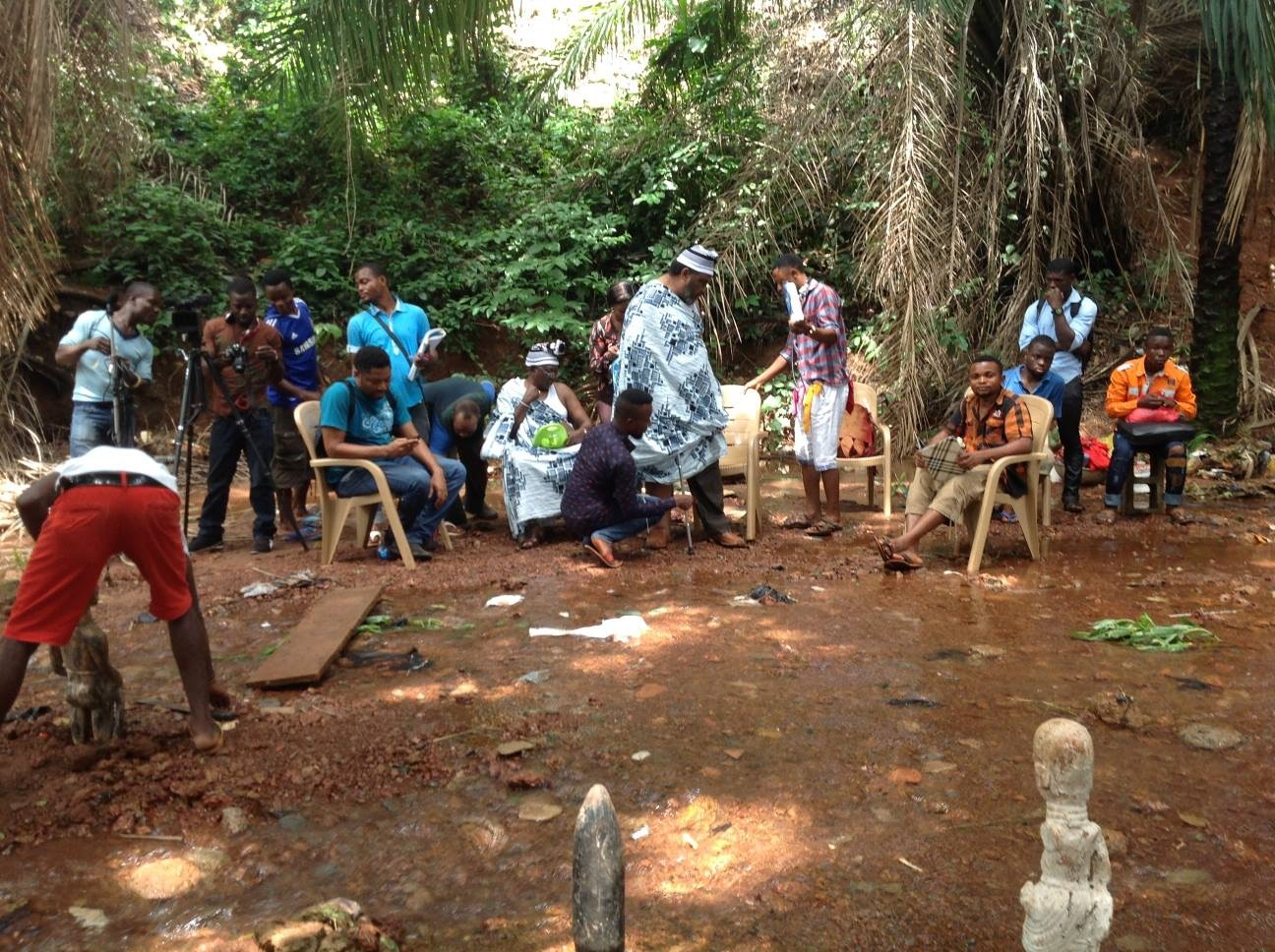
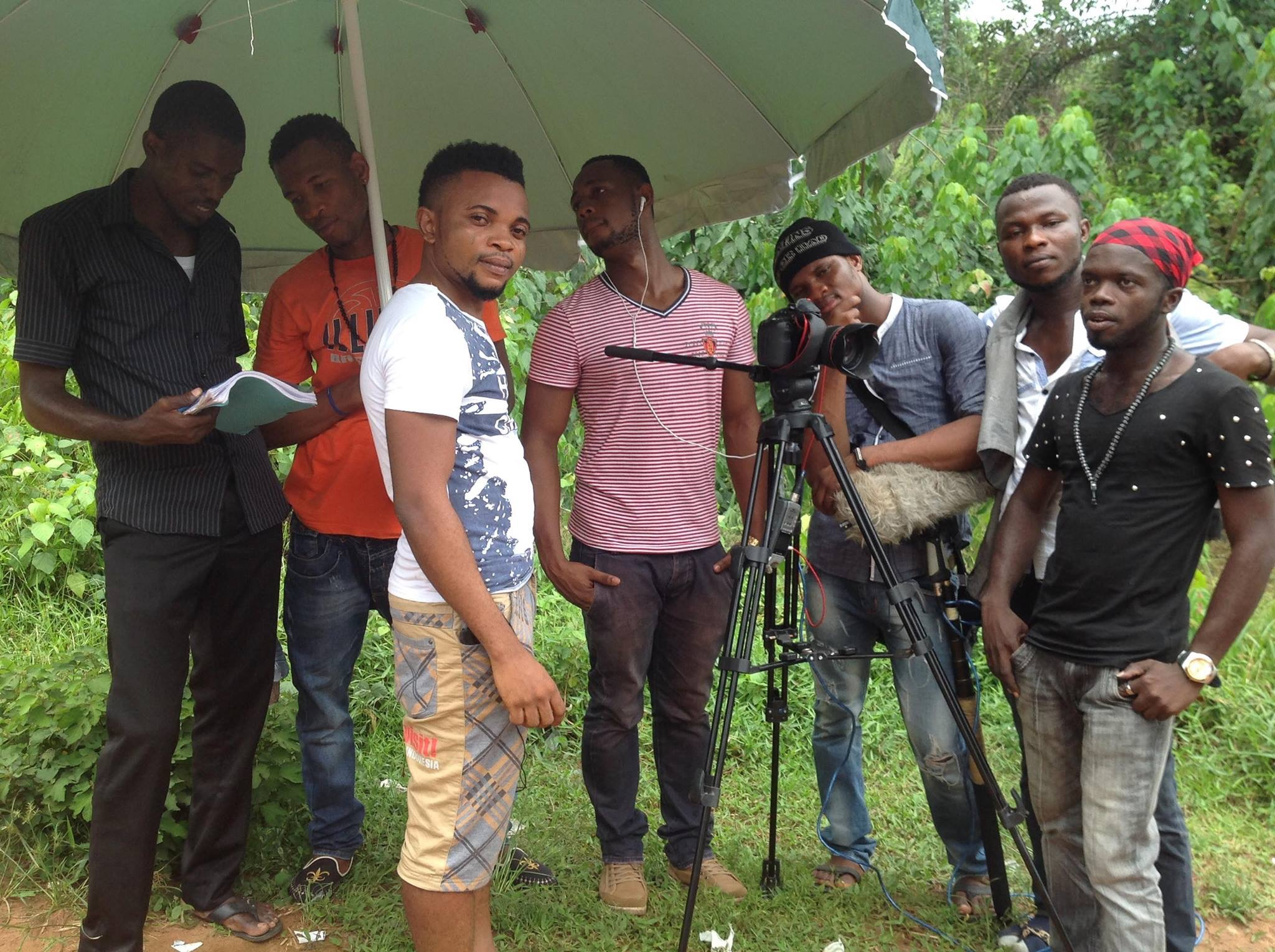
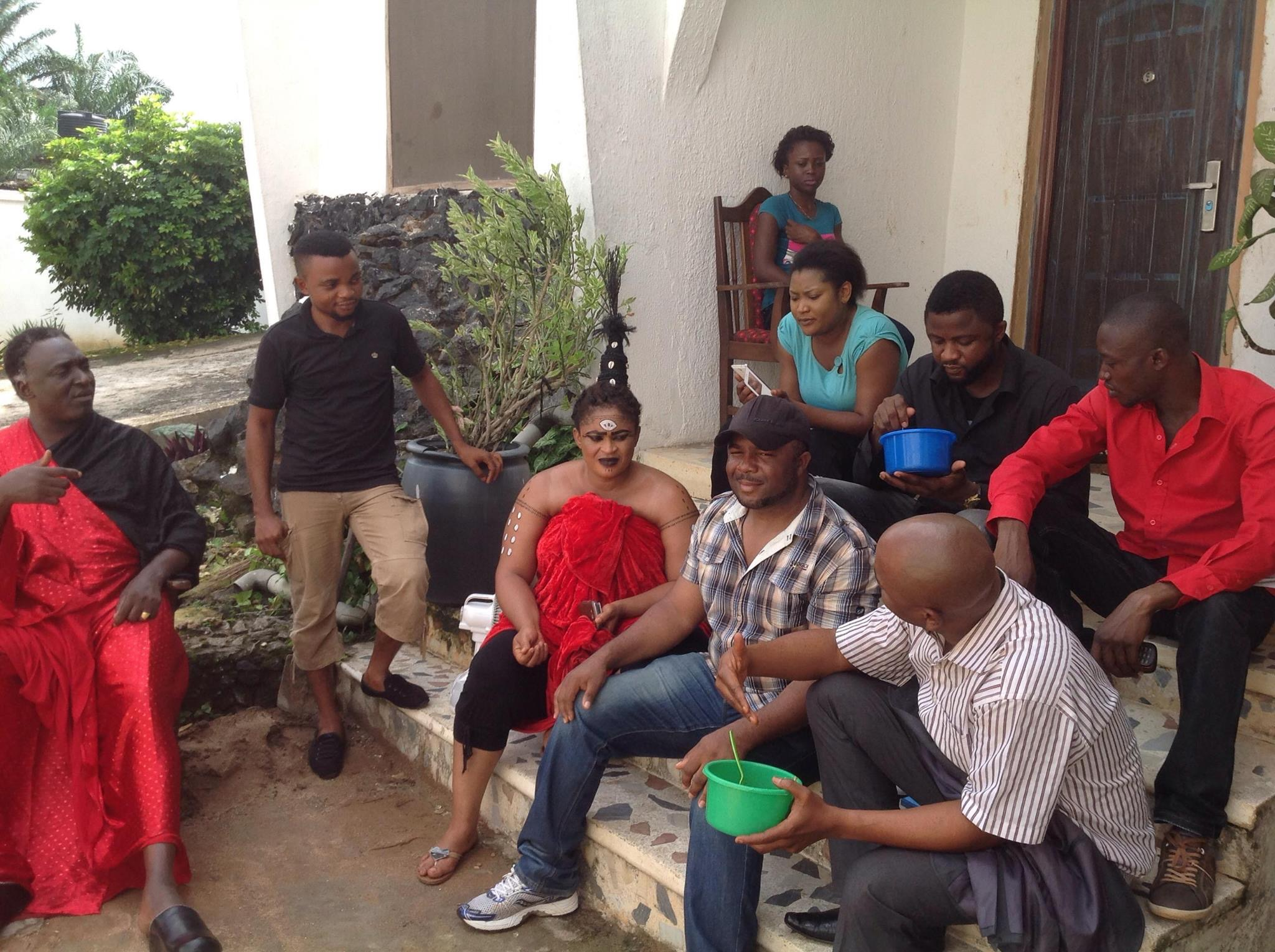
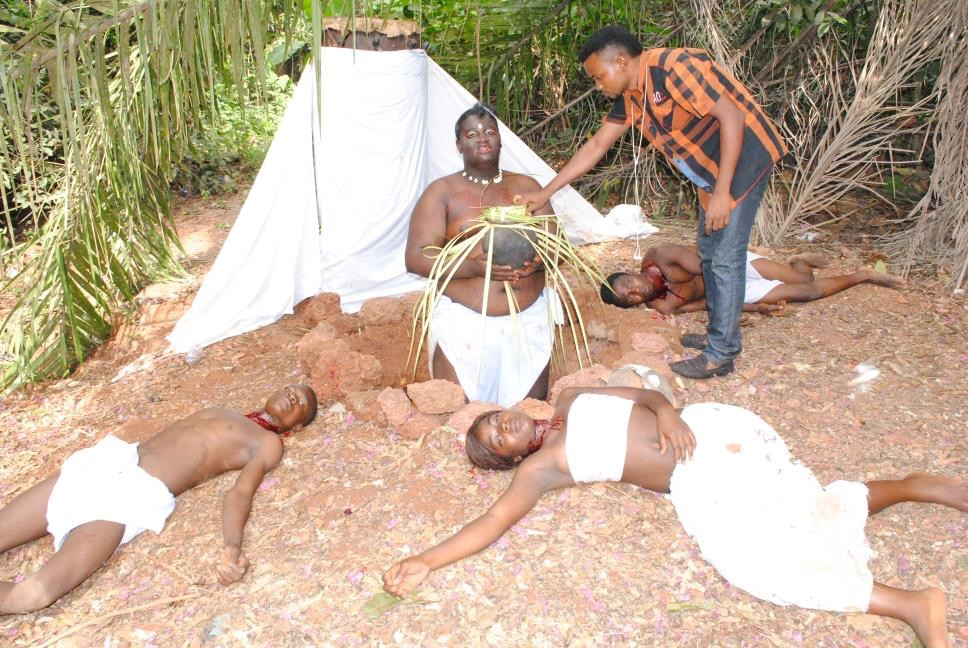

## Distribuzione
I principali centri di distribuzione di Nollywood, gli Idumota Market, si trovano nell'isola di Lagos e al numero 51 di Iweka Road a Onitsha, nello stato di Anambra; i film nigeriani risultano più venduti di quelli hollywoodiani in Nigeria e in molti altri paesi del continente africano.
Circa 300 produttori sfornano film in quantità straordinarie, qualcosa tra i 1 000 i 2 000 all'anno. I formati più diffusi sono il DVD e i VCD. Ogni settimana trenta nuovi titoli vengono distribuiti sul mercato nigeriano e di ognuno si vendono mediamente 50 000 copie. Un grande successo può raggiungere le centinaia di migliaia di copie vendute.
Il prezzo di una copia è di soli due dollari, il che rende il prodotto assolutamente fruibile dalla maggioranza della popolazione nigeriana ma al tempo stesso estremamente vantaggioso per i produttori.
La maggior parte dei film è prodotta da compagnie indipendenti o da singoli produttori; tuttavia il capitale necessario alla produzione cinematografica in Nigeria deriva dal veloce e opulento sistema di produzione e di vendita.
Come spiega Ernest Obi, produttore cinematografico, i film richiedono un budget piuttosto limitato proprio perché hanno l'obiettivo di ricreare le dinamiche personali e sociali del quotidiano, abbattendo così i costi di produzione e i tempi di lavorazione.
I film nigeriani sono disponibili anche in aree molto remote del continente.
Negli ultimi anni si è notata una crescente popolarità di Nollywood anche presso le comunità africane in Europa e negli Stati Uniti.
Queste produzioni stanno ampliando sempre più il raggio della loro distribuzione, così come i produttori e i registi nigeriani vengono apprezzati e conosciuti sempre di più, come si evince dalle crescenti partecipazioni ai maggiori festival internazionali del cinema.

## Tematiche
Moltissimi film nollywoodiani riflettono su tematiche legate ai grandi dilemmi morali e alle problematiche tipiche dell'Africa contemporanea.
Alcuni film promuovono la fede cristiana o quella islamica, altri sono apertamente evangelici.
Spesso, tuttavia, si propongono questioni legate proprio alla convivenza e all'interazione tra persone di fedi diverse.
Molti film trattano di argomenti forti come l'AIDS, la corruzione, l'emancipazione femminile.

## Nollywood e i mass media
Nollywood è stata descritta per la prima volta al grande pubblico nel 2007 attraverso un documentario, Welcome to Nollywood appunto, diretto da Jamie Meltzer.
Il film restituisce una visione d'insieme dell'industria cinematografica nascente, dando attenzione soprattutto ai registi Izu Ojukwu e Chico Ejiroe sottolineando il fatto che, benché tutto sia avvenuto in modo veloce e casuale, la maggior parte delle produzioni nollywoodiane sono state realizzate per l'interpretazione e il contributo sociale e culturale che possono dare alla società nigeriana.
Anche Mission Nollywood (2008), diretto dalla tedesca Dorothee Wenner, vuole raccontare questa nuova realtà, attraverso l'esperienza di Peace Aniyam Fiberesima: ultima di una potente famiglia di petrolieri, Peace ha costruito una delle più importanti industrie cinematografiche nigeriane e nel 2006 ha fondato l'associazione African Movie Academy a Yenagoa, capitale dello stato petrolifero di Bayelsa.
Nollywood è protagonista di un altro documentario intitolato Nollywood Babylon (2008) dei registi Ben Addelman e Samir Mallal, prodotto da Pictures e dal National Film Board of Canada in collaborazione con Documentary Channel, che ha partecipato al Sundance Film Festival 2009.